# 相鉄5000系電車
| 2代目5000系クハ5500 |  | 2代目5000系モハ5000 |
| 2代目5000系クハ5500 |  | 2代目5000系モハ5000 |

相鉄5000系電車（そうてつ5000けいでんしゃ）は、かつて相模鉄道で使用されていた通勤形電車。
本項では、最初に登場した鋼製流線型車体の初代5000系、アルミ製新車体に載せ替えた5100系、そしてそれに改造・改番がなされ、2009年まで運用された2代目5000系の順に記述する。
解説の便宜上、個々の編成について記述する場合は横浜側の先頭車（1号車）の番号を取り、xxxxF（Formation = 編成）と書くことによって各編成を表すことにする（相鉄では横浜側の先頭車の番号×編成内の車両数で編成を表すことが公式とされる）。

## 歴史

### 初代5000系

#### 概要
1955年（昭和30年）12月から1960年（昭和35年4月にかけて、量産先行車として2両編成2本の4両が最初に製造され、その後は中間車を含めて16両の合計20両が日立製作所笠戸事業所で製造されている。相鉄初の自社発注車・高性能車両でもあった。

#### 車体
17 m（量産先行車）もしくは18 m長（量産車）の片側3箇所の片開きドアを持つ通勤形の車体である。車体裾を伸ばして床下まで覆い、通常は床下（台枠）に吊り下げる機器類を「車体側」に載せるボディーマウント構造を普通鉄道用として日本で初めて採用したことが最大の特徴である。軽量効果の高いモノコック構造で、自重は27 - 29tであった。
前面は大型2枚窓の非貫通構造で、当時流行していた「湘南形」と呼ばれる形状である。当時は相鉄の周りでも本家湘南形国鉄80系電車をはじめ、東急5000系電車 (初代)など同じ形状の車両導入が進められていた。通常通勤形の車両は塗装コスト削減のために、単色か二色程度で塗り分けることが多いが、本系列では4色という複雑な塗り分けだった。行き先表示は運転台の前面窓下に差しこみ式の行先標を掲示する方式であった。また、本系列は車両側面の窓が大きく開放的であるほか、相鉄の自社開発車両では唯一、側面扉の戸袋窓を装備していたことも特筆される。
屋根上の構造は、今では主流になった断流ヒューズを日本で初めて導入（ただし路面電車は除く）したほか、多くのベンチレーターが設置されている。パンタグラフは奇数番号車両の海老名寄り先頭車前頭部に搭載した。
デビュー当時は2両で1編成を組んでいたが、後に2編成に中間車を組んで4両固定編成となった。最終的に2両編成が6本、4両編成が2本となる。

#### 車内設備
座席はロングシートとなっている。登場時のパンフレットに掲載されている写真や、鉄道博物館所蔵の模型では、表皮の生地の色はピンクであることが確認出来る。その後は更新されており、相模鉄道社内報「月刊さがみ1972年8月号」掲載の写真では当時、他の鉄道事業者でもスタンダードだった紺色の生地となっている。18m長の車体である後期の車両は、運転台背後に座席とつり革が増設され、定員が増加している。
車内の暖房は主抵抗器からの廃熱を利用するものであった。客室内照明の蛍光灯にはカバーが掛けられていた。

#### 走行設備
当時としては最新技術のMM'ユニット方式が採用されており、1台の制御機器が動力車2両分にあたる8台のモーターを一括して制御するもので、制御機器だけでなく各種機器を2両に分散配置することで、必要数削減によるコスト削減と重量の分散、軽量化が図られた。輪軸への動力伝達機構も旧式の吊り掛け駆動方式と決別し、当時最新の直角カルダン駆動方式を導入している。ブレーキ指令は応答性に優れる電磁直通式の一種で日立の開発した独自の規格「電磁直通弁式電磁直通ブレーキ」（通称：日立式電磁直通ブレーキ）を採用した。当時の走行性能は起動加速度2.9 km/h/s、常用減速度3.0 km/h/sとされている。
台車は、最初の4両（車体長17mの1次車、No.5001 ‐ 5004）は当時の流行であった防振ゴムブロックを枕ばねに用いる日立KBD-108型だったが、次の6両（車体長18mの2次車、No.5005 ‐ 5010、1957年5月竣工） はオールコイルばね構造の日立KBD-108A型、その後KBD-108もコイルばね式枕ばねに改装）、1959年（昭和34年）1月竣工の6両（車体長18mの3次車、No.5011 ‐ 5016）からは応荷重ブレーキ装置と空気ばねの日立KH-22型になった。最後の4両（No.5017 - 5020）は中間電動車で、この車両を使って3次車3編成のうち2編成が4両固定編成とされた。
制御装置とモーターも1次車の4両と2次車以降で2種類に分かれるが、これは2次車から車体を1 m延長したのに伴い主電動機出力を増強（55 kW→75 kW）したためである。また歯車比も変更されている。

#### その後
初の自社開発で高性能電車として登場した5000系であったが、軽量のモノコック車体構造は老朽化が早い上に、大幅な補強無しでは冷房装置の搭載も困難であり、加えて床下機器をカバーするボディーマウント構造は保守の手間を増加させるなど、様々な問題が露呈する。1961年（昭和36年）にデビューした実用性を設計の主眼とした6000系（旧）の導入が進むと、5000系はそれまでの旧型車両と共に置き換えの対象となり、登場から20年を経たずに全車両が運用を退いた。これには前述のような構造に由来する理由や、当時は戦後の高度経済成長もあり輸送量が大幅に増えた時代で、17 - 18m長の中型クラスの車体で2両編成主体では、輸送力で見劣りした点も否めなかった。
しかし失敗点だけでなく、本系列がその後の車両開発に与えた影響は大きいといえる。「直角カルダン駆動」・「電磁直通ブレーキ」・「軽量車体」は相鉄の車両に引き継がれており、取引先として日立製作所との関係も継続された。

### 5100系への改造
初代5000系は画期的な車両であったが実験的な要素も多くあり、前述のような主に車体構造の問題で早期引退を余儀なくされる。しかし走行設備などは耐用年数に満たない部品もあり、これらを再利用した上で車体を新造してコストの削減と共に輸送力向上を図った。軽量車体であった5000系の走行機器を流用するため、性能が低下しない様に新車体の材質には軽量性に優れるアルミニウム合金が用いられた。そのため20m級車体への大型化と冷房装置の搭載にもかかわらず、自重を改造前と同程度の30t前後に抑えることに成功する、改造工事は地元の横浜市に工場を持つ東急車輛製造で行った。
こうして1972年（昭和47年）と1975年（昭和50年）の2回に分けて5000系20両全車の機器を流用した上で、形式を「5100系」とした。足回りは再利用品を多く用いるが、書類上の扱いは新造とされている。機器類を流用した後、初代5000系の特徴的な車体は全て廃車・解体された。

#### 車体
先に登場した新6000系電車や2100系電車の設計に基づく合理的な構造である。編成は5000系での2両編成を中心とした組成から、4両編成が4本、6 -10両の長編成での運用を想定した、横浜側にのみ運転台を持つ2両編成のユニットが2本製造され、実際に8両編成で運用された。これに伴い、かつて運転台を有した一部の車両は中間車に変更されている。
全体的なデザインは、先に登場した同じ東急車輛製の2100系を元に、片側4つのドアを備える通勤形の車体、客用ドアは混雑緩和のため両開き構造とした。先頭車前面のデザインも、同系列のコンセプトを継承した運転台の位置が高い切妻形で、上部には「列車種別」・「行き先の駅名」・「運用番号」の3つの情報が表示可能となる字幕式の表示器が設置されており、運転室内の設定器によって一斉に表示を変えることが出来る。前面中央には貫通扉を設け、前述の片側のみの編成との併結を含む編成中間への組み込み時に車両間の通り抜けが出来るように配慮されている。カラーリングはアルミの地肌を活かしたクリア塗装が施されており、5000系の複雑な塗り分けに比べて保守の省力化が図られている。アクセントカラーにはオレンジ色が採用され、前面貫通扉の塗り分けなどには2100系同様、アルミ車体試作車の6000系6021号のイメージに合わせたものになっており、側面は2100系同様上下2本のオレンジ色の着色帯が装着されている。この意匠は1975年に登場する7000系電車にも引き継がれたが、車体裾（台枠との接合部）の寸法、側面帯の太さ、屋根上ベンチレーターの形状、前照灯や表示機類の位置などに細かい違いが見られる。2100系後期車については、5100系と同じ東急車輛で同時期に製造されたため、ほとんど共通の車体である。
側面の客用ドアの戸袋窓は無い。また改造時期により客用扉の窓ガラスの支持方式に差異があり、1972年製の前期型12両はHゴム支持であったが、1975年製の後期型8両は押さえ金具に変更された。側面上部の表示も運転室からの操作が可能であるが、表示は列車種別のみで、行き先表示はできない。5000系の特徴であったボディーマウント構造を捨て、各種床下機器は台枠につりさげる一般的な構造となっている。
冷房装置は日立FTUR-550系（能力：40000Kcal/h）集中式冷房装置を登場当初から搭載している。室内換気装置にはグローブ形ベンチレーターを装備する。パンタグラフは奇数番号の車両の海老名寄りに設置する。

#### 車内設備
車内のデザインは、以後相鉄の基本となるオレンジ色を基調とした暖色系が新規に採用され、後に増備された新6000系・2100系・7000系にも引き継がれた。座席は全てロングシートである。
窓は1段下降式で、通勤電車としては日本初となる、押しボタン操作で窓の開閉ができるパワーウインドウが採用され、装置駆動のための油圧システムを床下に搭載され、のちの7000系・8000系・9000系にまで引き継がれた。また、既存車両同様に車内には鏡が備え付けられている。

#### 走行設備
前述のように、初代5000系の機器を流用しており、20両全車が電動車である。初期車の4両の55kWモーターは65kWに増強されている。電動車は車両番号の奇数と偶数でペアを組む2両1組のユニット構成で、モーターを制御する抵抗器は奇数番号車両に搭載するという点は同じだが、先に登場した新6000系に合わせ、横浜寄りの車両は奇数番号へ変更されている。偶数番号車両には車内照明や冷房装置の電源用としての電動発電機(MG)や、ドア開閉やブレーキに用いる圧縮空気を生産する電動空気圧縮機(CP)を搭載する。MGは冷房装置に合わせ東洋電機製造の大容量のものに換装された。CPについても後年大容量のものに換装され、その際一部車両のものは撤去された。台車は5101～5110がKBD-108（および108A）型、5111～5120をKH-22型とそれぞれ種車のものを流用している。
ブレーキ指令は「日立式電磁直通ブレーキ」から一般的な電磁直通ブレーキ（発電ブレーキ併用）に変更された。そのためブレーキを作動させるのに必要な空気を送り込む直通管が装備されており、前面下部の黄色で識別した管がそれに該当する。

#### その後
20両が製造されたが、5000系の量産先行車をベースにした4両編成1本（4両）はモーター出力や歯車比の違いなどから予備車とされることが多かった。入線当初の営業運転は6両編成であったが、晩年は8両編成、10両編成で運用されていた。
初代5000系やその設備を流用した本系列は、出力の低いモーターを全ての車両に積んで、編成全体での動力を確保するという設計思想であり、編成のすべてが整備に手間のかかる電動車両であるという欠点があった。

### 再び5000系に

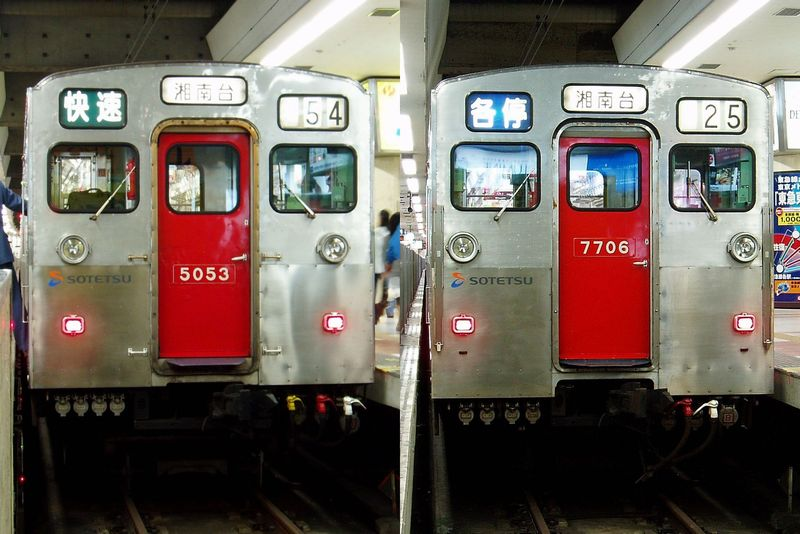
2代目5000系（左）と7000系（右）の前面比較。
灯火類の位置、車体裾の寸法、貫通路高さなどに差異がある
（2枚とも2008年10月19日、横浜駅）

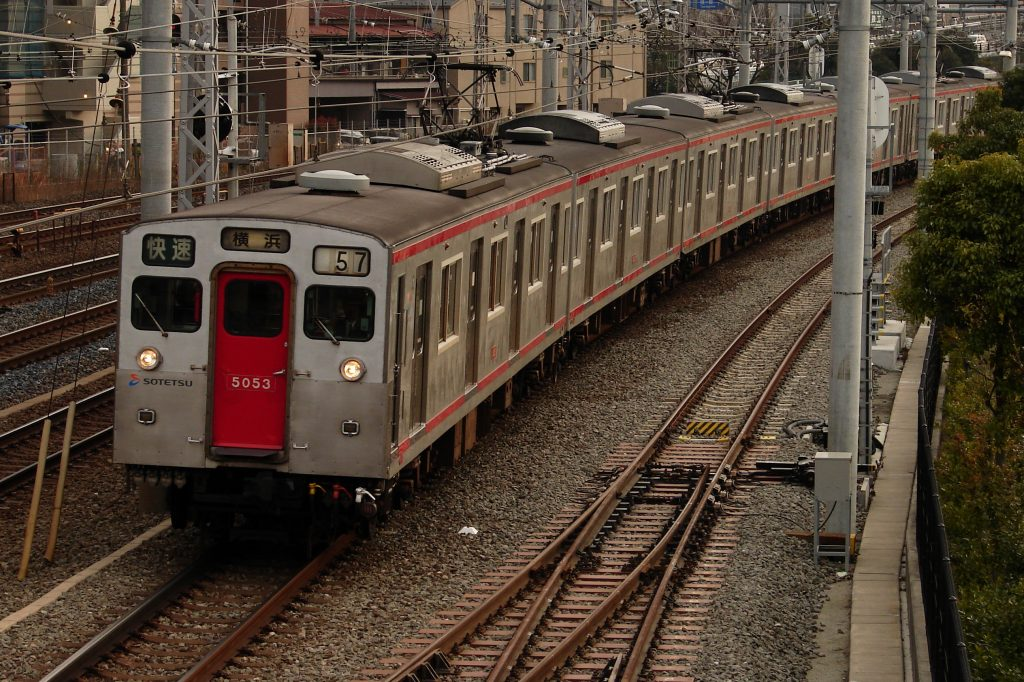
2代目5000系
屋根上は集中式クーラーとグローブ型ベンチレーターが目立つ
（2007年3月14日、平沼橋 - 西横浜）

#### 概要
4両を予備として使うのは運用上の無駄であり、また、走行設備の更新を迎える時期になったので、5100系としての登場から16年後の1988年（昭和63年）から1989年（平成元年）にかけて、今度は20両全ての走行設備を更新したうえで、予備であった4両も同等に運用することになった。同時に形式が変更され、再び5000系を名乗るようになった。改造は5100系化の時と同じく東急車輌で行われ、当時最新鋭の車両であった新7000系電車と同程度の設備とされた。初代5000系から流用された機器類のほとんどが交換対象となったため、初代5000系から使われている部品は、一部車両のマスターコントローラーのみと言われている。
- 車両番号の下2桁は51から付番されており、初代5000系との重複番号は存在しない。このことから5050系と呼ばれる場合もあるが、相鉄公式には5000系とされている。

#### 車体

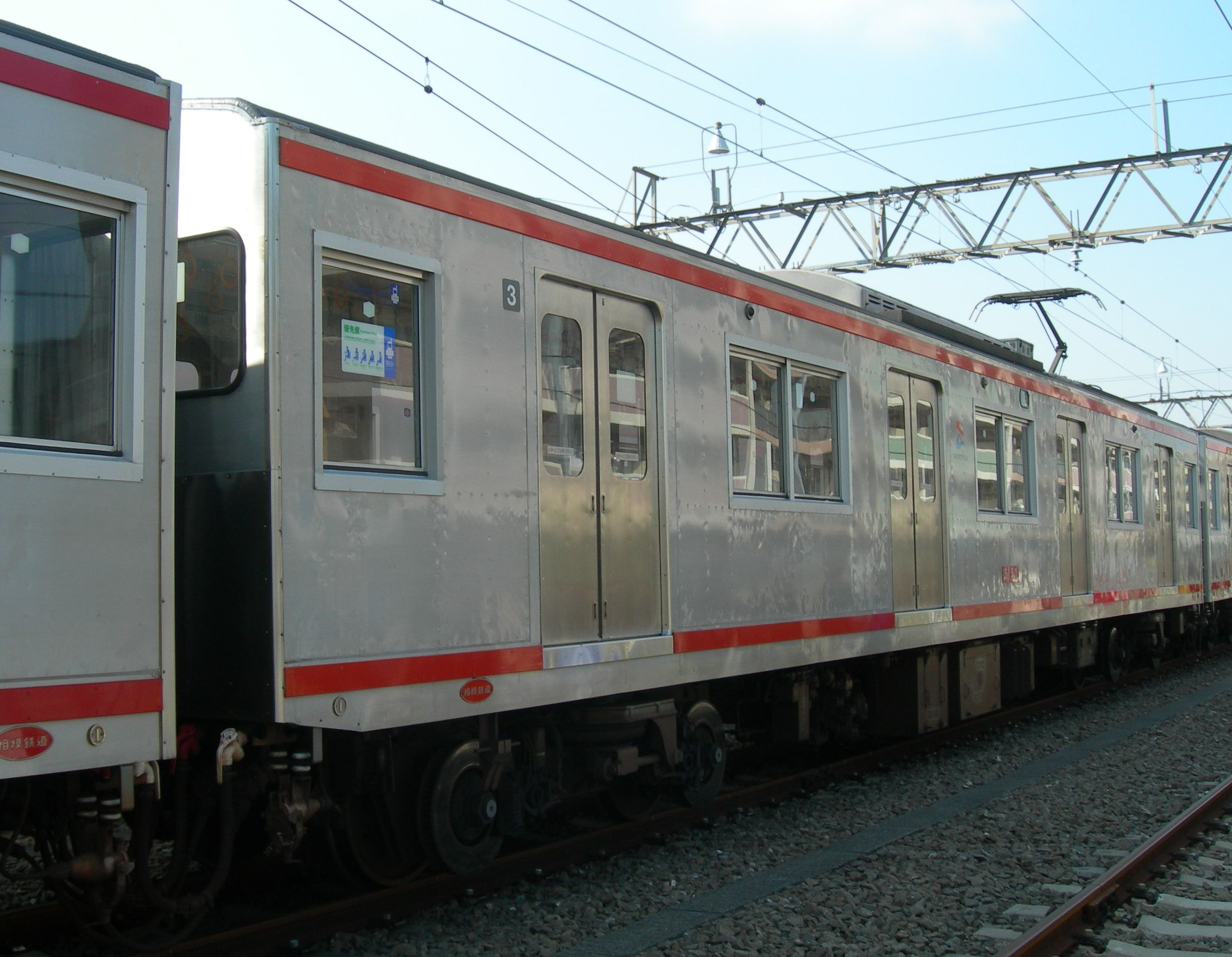
中間車化改造車モハ5153
（2009年2月7日、相模大塚駅）

基本的に5100系時代のものを使用する。編成は5100系時代が4両編成ないし2両編成（運転台付き車両は横浜向きが6両、海老名向きが4両）を基本としていたが、改造に当たり新7000系と同じく、5両編成4本（同横浜向き4両、海老名向き4両）を基本とする方式にするため、横浜向きに運転台を持つ車両2両（旧番号5101・5113→新番号5151・5153）は運転台を撤去し中間車化された。車体載せ換えを伴わない中間車化改造は現在のところ相鉄では唯一の事例である。妻窓形状などに先頭車時代の名残りがある。5151の妻窓は先頭車時代の流用だが、5153は若干縦長の物に変更されている。
2005年5月以降に運用されていた5053Fについては、2006年（平成18年）11月に、車体前面および側面に相鉄グループのロゴステッカーが貼付された他、2007年にはパンタグラフが菱形からシングルアーム式に換装されている。2008年には弱冷房車のステッカーが新しいデザインのものに変更され、新たにその号車の扉横にも貼られた。

#### 車内設備
基本的に5100系と同一である。一部のドアの上部に新7000系電車と同じ路線図を用いた旅客案内表示器が設置された。これは駅名のランプを点灯・点滅させることにより行き先と次の停車駅を表すことができるものである。またその時にドアステッカーが既存の丸型の物から2015年まで使用された「ドアーにご注意ください」の物に変更された。
2000年代前半には優先席（旧シルバーシート）の記事の色が灰色から青色に変わった他、2005年5月以降運用されていた5053Fには優先席付近のつり革の色変更や、女性専用車両の設定（5月9日より）によるステッカーの追加を行ったほか、2008年には弱冷房車のステッカーが新しいものに変更された。

#### 走行設備
大出力主電動機の電動車と、付随車の組成による設計に変更した。新7000系のVVVF制御車両と同じ単独電動車（1M）方式を採用し、電動車の割合は20両のうちの8両（オールMから2M3T）にまで減らされている。
電動車は制御装置が抵抗制御から回生ブレーキ付のVVVFインバータ制御（東洋電機製造製・形式はATR-H4180）に更新され、主電動機についても東洋電機製TDK6140系（出力180KW）を搭載した。このモーターについてはほぼ同じものを後の9000系電車でも採用している。同時に台車も軸ばね式TS-817Cに交換され、外付けディスクブレーキを有するものになったが、駆動方式は変わらず、直角カルダン方式が採用された。

#### その後
全車が同等の主電動機出力となったため、10両編成2本を基本とする運用体制となった。一時期は中間の2両を抜いて8両編成として運用したこともあるが、基本的には5+5両で切り離しはせず10両編成として扱われ、主に急行や快速で使用されていた。連結する相手の編成は基本的には5051F+5052F、5053F+5054Fであったが、これ以外の時もあった。
5100系化と同時期（1970年代前半）に登場した2100系や新6000系が全廃になると、次の置き換え対象として本系列が選ばれた。置き換えは新型車両10000系8両編成の投入により、8両編成だった7000系を10両編成に組み換え、同じく10両編成である本系列を置き換えるという形で進められ、2005年2月までに10両編成2本（20両）全てが運用を離脱し休車となった。
このうち10両編成1本（5051F）については年度内に廃車処分となり、3月末までに厚木駅構内にて解体された。残る10両編成1本（5053F）については休車扱いのまま留置された。同年4月末、踏切事故により7000系の一部車両が損傷し使用不能となり必要な車両数を確保するため、5053Fは整備の上で営業運用に復帰となった。なお、厚木駅における車両の解体はこの5051Fが最後になり、以後の解体車両は主要部品をかしわ台車両センターで抜き取った後に、解体場所へと陸送される形となっている（この理由については相模鉄道からの公式発表は無いが、2005年はアスベストによる健康被害が大きく話題になった年であり、相鉄でも8月付で使用箇所の公表や2006年8月付で販売した鉄道部品の回収を行っている）。
営業運転復帰後の5053Fは予備車扱いとなっていたものの、検査などで運用を外れた編成の埋め合わせをする形でほぼ連日運用に入っていた。2007年（平成19年）には全般検査も受けている。しかしながら、早期の廃車が予定されていたために他系列では行われている車両連結面の転落防止幌取り付けや、塗装変更は施工されなかった。
2009年に新型車両11000系に置き換えられ退役。11000系は2008年10月に到着したものの、調整が遅れたために年度内の運用開始は出来なかった（2009年6月から運用開始）。しかしながら、本系列の運用は予定通りに2008年度内となる2009年（平成21年）2月11日の記念列車を持って退役し、退役後は速やかに解体場所へ向けて搬出された。2005年の運用復帰から3年半、5100系化後運用離脱するまでの営業運転期間は36年半（初代5000系時代を含めると54年）だった。

## 形式
各時代別に記述する

### 初代5000系
- モハ5000形…車両番号の奇数・偶数でユニットを組み、奇数車両の海老名寄りにパンタグラフを搭載する。運転台のある車両、無い車両が混在するが特に区別されずモハ5000形を名乗る。

### 5100系
- モハ5100形…車両番号の奇数、偶数でユニットを組み、奇数車両の横浜寄りにパンタグラフを搭載する。運転台のある車両、無い車両が混在するが特に区別されずにモハ5100形を名乗る。

### 2代目5000系
既存新製車両同様、車両の役割による番台区分されている。
- モハ5000形…横浜方に連結される制御電動車（VVVFインバータ装置を搭載する電動車。）
- モハ5100形…中間電動車（VVVFインバータ装置を搭載する電動車）
- クハ5500形…海老名・湘南台方に連結される制御車
- サハ5600形…中間付随車

## 編成構成
各車についているアルファベット記号の意味は以下のとおり。
- M … 主電動機を有する電動車、動力車。
- T … 主電動機を持たない付随車。
- c … 運転台のある制御車。

- CONT … 走行用モーターの主制御器（抵抗器もしくはVVVFインバーター）
- MG … 電動発電機 （Motor-generator）
- CP … 電動空気圧縮機（compressor）
- PT … 集電装置（Pantograph）

### 初代5000系
|          | ← 横浜海老名 → |          |
| 号車     | 1              | 2        |
| 形式     | モハ5000       | モハ5000 |
| 記号     | Mc2            | Mc1      |
| 搭載機器 | MG, CP         | CONT, PT |

|          | ← 横浜海老名 → |          |          |          |
| 号車     | 1              | 2        | 3        | 4        |
| 形式     | モハ5000       | モハ5000 | モハ5000 | モハ5000 |
| 記号     | Mc2            | M1       | M2       | Mc1      |
| 搭載機器 | MG, CP         | CONT, PT | MG, CP   | CONT, PT |

- 主制御装置を搭載する奇数番号車両を海老名寄りに配置する方式で、相鉄では珍しい（後年登場する10000系電車はこの方式を採用）。

### 5100系
|          | ← 横浜海老名・いずみ野 → |          |          |          |          |          |          |          |
| 号車     | 1                        | 2        | 3        | 4        | 5        | 6        | 7        | 8        |
| 形式     | モハ5100                 | モハ5100 | モハ5100 | モハ5100 | モハ5100 | モハ5100 | モハ5100 | モハ5100 |
| 記号     | Mc1                      | M2       | Mc1      | M2       | Mc1      | M2       | M1       | Mc2      |
| 搭載機器 | Cont,PT                  | MG,CP    | CONT,PT  | MG,CP    | CONT,PT  | MG.※CP   | CONT, PT | CP       |

|          | ← 横浜海老名・いずみ野 → |          |          |          |          |          |          |          |
| 号車     | 1                        | 2        | 3        | 4        | 5        | 6        | 7        | 8        |
| 形式     | モハ5100                 | モハ5100 | モハ5100 | モハ5100 | モハ5100 | モハ5100 | モハ5100 | モハ5100 |
| 記号     | Mc1                      | M2       | M1       | Mc2      | Mc1      | M2       | M1       | Mc2      |
| 搭載機器 | Cont,PT                  | MG,※CP   | CONT,PT  | CP       | CONT,PT  | MG.※CP   | CONT, PT | CP       |

- 上のように2+2+4、もしくは4+4の8両編成が組まれた。4両編成のM2車に搭載していた※CPは後年の大容量化に伴い撤去されている。
- 電動車ユニットは制御装置を搭載する奇数番号車両を横浜寄りに連結する相鉄では一般的な方式に変更。

### 2代目5000系
|          | ← 横浜海老名・湘南台 → |              |              |              |              |              |              |              |              |              |
| 号車     | 1                      | 2            | 3            | 4            | 5            | 6            | 7            | 8            | 9            | 10           |
| 形式     | モハ5000 -50           | サハ5600 -50 | モハ5100 -50 | サハ5600 -50 | クハ5500 -50 | モハ5000 -50 | サハ5600 -50 | モハ5100 -50 | サハ5600 -50 | クハ5500 -50 |
| 記号     | Mc                     | T            | M            | T            | Tc           | Mc           | T            | M            | T            | Tc           |
| 搭載機器 | Cont,PT                |              | CONT,PT      |              |              | CONT,PT      |              | CONT,PT      |              |              |

## さよならイベント

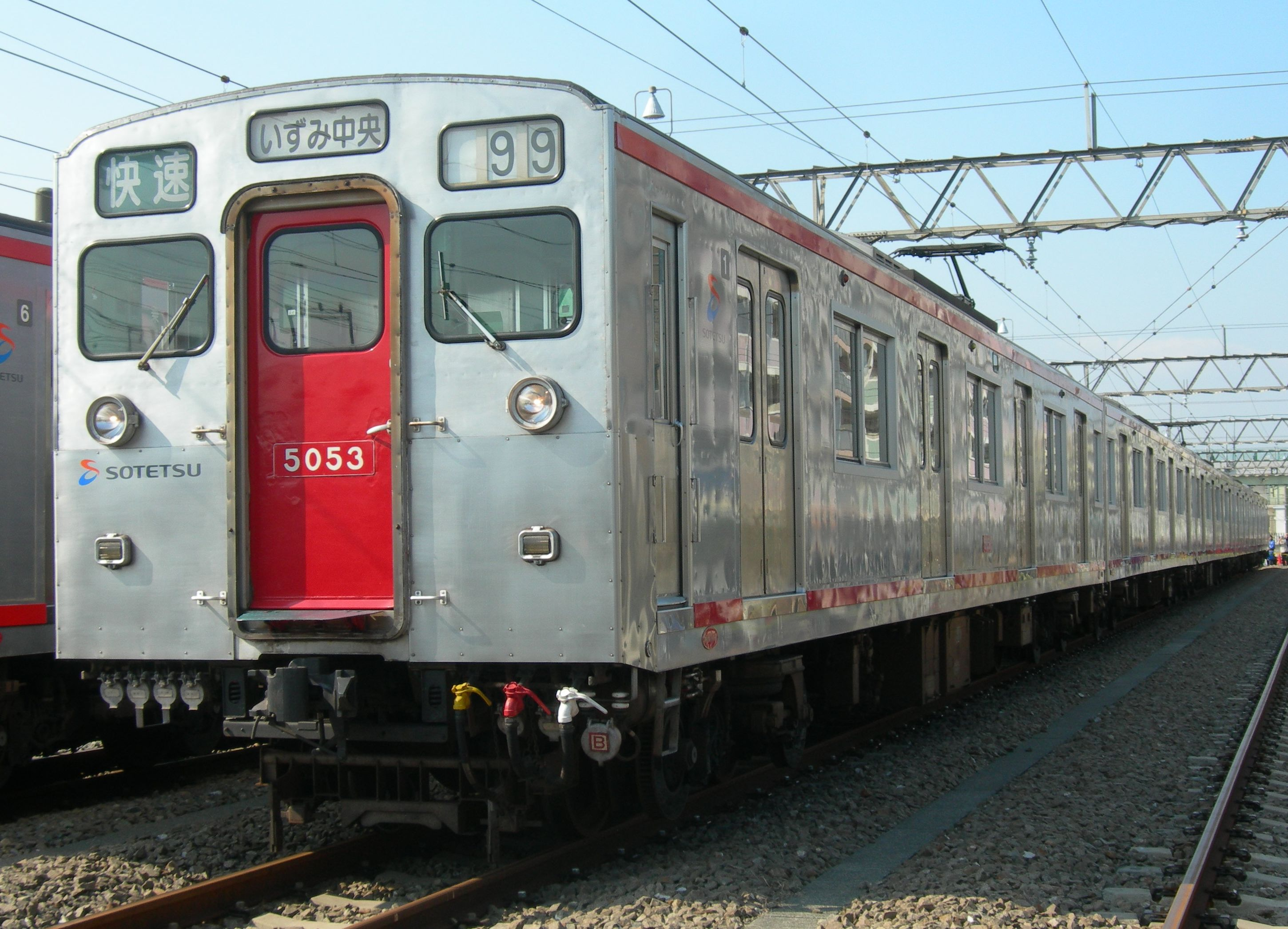
5053F先頭車
（2009年2月7日、相模大塚駅）

2005年春の離脱時には特にイベントは無かったものの、2009年春には最後の編成である5053Fを用いて、いくつかのイベントが行われた。
- 1月31日 - かしわ台駅〜厚木操車場間で鉄道友の会主催の団体専用列車が本系列で運転された。
- 2月
  - 7日 - 相模大塚駅構内でお別れ撮影会を行った[注 11]。
  - 8日から10日 - 営業運転離脱直前の3日間に限り、特製ヘッドマークを付けて営業運転を行い、前後でそれぞれ違うものを装着していた[注 12]。
  - 11日 - 事前応募制でいずみ野駅 → かしわ台駅間（湘南台駅、二俣川駅、厚木操車場経由）で、さよなら乗車会を実施。前面の種別表示には赤地白文字で横浜方へ「感謝」、海老名方へ「希望」とそれぞれ表示し、書体は現行種別幕の書体に準じていた。